# Prospekt Mira (stanice metra v Moskvě)

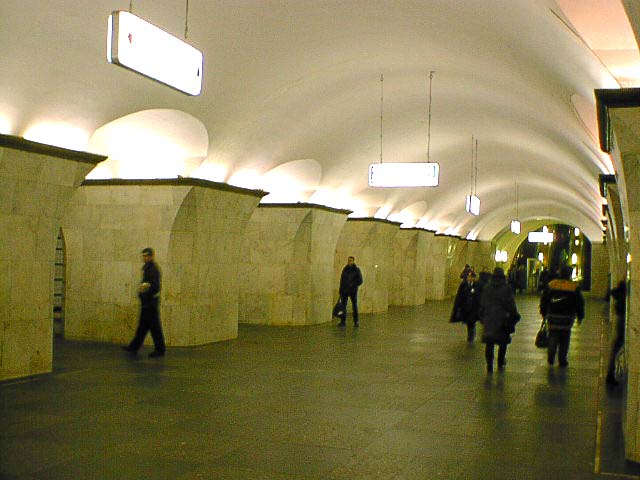
Nástupiště stanice na Kalužsko-Rižské lince

Prospekt Mira (rusky Проспект Мира), do češtiny přeložitelné jako Třída Míru) je stanice moskevského metra. Do roku 1966 nesla název Botaničeskij sad; takto je v dnešní době pojmenovaná jiná stanice moskevského metra.

## Charakter stanice
Stanice Prospekt Mira je přestupní, podzemní, ražená stanice. Kříží se zde linky Kalužsko-Rižskaja a Kolcevaja. Každá z obou má vlastní nástupiště (obě jsou ražená trojlodní, pilířová, spojená přestupními chodbami).

### Nástupiště na Kolcevské lince
Na Kolcevské lince byla stanice Prospekt Mira otevřena již roku 1952, jako součást druhého úseku této linky. Nachází se 40 m pod povrchem stejnojmenné ulice. Architektonické ztvárnění stanice odpovídá vrcholu tehdejší stalinistické architektury, na jednotlivých pilířích byly umístěny různé reliéfy s tématem sovětského zemědělství. Pro obklad stěn byl použit mramor (u stěn za nástupištěm uralský mramor), osvětlení zajišťují zavěšené lustry. Denně tuto část stanice využije 47 000 lidí.

### Nástupiště na Kalužsko-Rižské lince
Tato část stanice je mladší, zprovozněna byla 1. května 1958. Umístěna je 50 m pod povrchem. Její ztvárnění je již méně velkorysé. Obklad tvoří mramor a dlažba (stěny za nástupištěm). Na severním konci střední lodě je umístěn výstup, vedený čtyřramennými hlubinnými eskalátory do povrchového vestibulu, z jižního pak vychází přestupní chodba na nástupiště Kolcevské linky.
Mezi lety 1958 a 1971 plnila tato část stanice funkci konečné pro Rižskou linku, jež po dokončení úseku pod centrem města, jižním směrem ze stanice Prospekt Mira, spojila s Kalužskou do dnešní Kalužsko-Rižské linky.

## Prospekt Mira v kultuře
Ve stanici Prospekt Mira se odehrává část děje knihy Metro 2033 od Dmitrije Gluchovského.

### Část stanice na 5. lince
- Informace na stránce metro.ru (rusky)
- Informace na stránce mymetro.ru (rusky)
- Fotogalerie na stránce metrowalks.ru

### Část stanice na 6. lince
- Informace na stránce metro.ru (rusky)
- Informace na stránce mymetro.ru (rusky)
- Fotogalerie na stránce metrowalks.ru